# Jack Mulhall
Jack Mulhall (Wappingers Falls (New York), 7 oktober 1887 – Woodland Hills (Los Angeles, Californië), 1 juni 1979) was een Amerikaans acteur.

## Filmografie (selectie)
- Sunshine Sue (1910) – Piano Store Employee
- A Child's Stratagem (1910) – In office
- Strongheart (1914)
- Who's Looney Now? (1914) – In stadium crowd
- The Fall of Muscle-Bound Hicks (1914)
- They Called It 'Baby' (1914)
- The Broken Rose (1914)
- All for Business (1914)
- A Better Understanding (1914)
- Blacksmith Ben (1914)
- Little Miss Make-Believe (1914)
- For Her People (1914)
- All for the Boy (1915)
- Their Divorce Suit (1915)
- Rose o' the Shore (1915)
- His Brother's Keeper (1915)
- The Bridge Across (1915)
- The Girl and the Matinee Idol (1915)
- One Hundred Dollars (1915)
- When Hearts Are Young (1915)
- His Poor Little Girl (1915)
- A Much-Needed Lesson (1915)
- Bobby's Bargain (1915)
- His Ward's Scheme (1915)
- Love's Melody (1915)
- The Little Runaways (1915)
- A Letter to Daddy (1915)
- The Fixer (1915)
- The Little Slavey (1915)
- The Need of Money (1915)
- Dora (1915)
- A Kentucky Episode (1915)
- The Girl Who Didn't Forget (1915)
- Arline's Chauffeur (1915)
- The Sheriff's Trap (1915)
- Her Stepchildren (1915) – Frank
- The Tides of Retribution (1915)
- The Skating Rink (1916)
- The Iron Will (1916)
- The Rejuvenation of Aunt Mary (1916)
- Celeste (1916)
- A Spring Chicken (1916)
- The Crimson Yoke (1916)
- Wanted: A Home (1916)
- The Place Beyond the Winds (1916)
- The Eyes of Love (1916)
- Fighting for Love (1917)
- Mr. Dolan of New York (1917)
- The Hero of the Hour (1917)
- Three Women of France (1917)
- High Speed (1917)
- Sirens of the Sea (1917)
- The Whispering Chorus (1918)
- Danger, Go Slow (1918)
- Don't Change Your Husband (1919)
- A Favor to a Friend (1919)
- The Spite Bride (1919)
- The Merry-Go-Round (1919)
- Miss Hobbs (1920)
- The Hope (1920)
- You Never Can Tell (1920)
- Sleeping Acres (1921)
- The Little Clown (1921)
- Two Weeks with Pay (1921)
- Broad Daylight (1922)
- Heroes of the Street (1922)
- Dulcy (1923)
- The Marriage Market (1923)
- The Goldfish (1924)
- Three Keys (1925)
- Classified (1925)
- We Moderns (1925)
- Joanna (1925)
- Pleasures of the Rich (1926)
- The Dixie Merchant (1926)
- Sweet Daddies (1926)
- God Gave Me Twenty Cents (1926)
- Just Another Blonde (1926)
- Orchids and Ermine (1927)
- Smile, Brother, Smile (1927)
- The Crystal Cup (1927)
- Lady Be Good (1928)
- Waterfront (1928)
- Children of the Ritz (1929)
- Two Weeks Off (1929)
- Twin Beds (1929)
- The Show of Shows (1929)
- Second Choice (1930)
- The Golden Calf (1930)
- Show Girl in Hollywood (1930)
- For the Love o' Lil (1930)
- Reaching for the Moon (1930)
- Lover Come Back (1931)
- Night Beat (1931)
- Sally of the Subway (1932)
- Love Bound (1932)
- The Three Musketeers (1933) – Clancy
- Curtain at Eight (1933) 0 Carey Weldon
- The Old Fashioned Way (1934) – Dick Bronson
- The Human Side (1934) – acteur (actor)
- Cleopatra (1934) – Roman greeting Antony
- Evelyn Prentice (1934) – Gregory "Greg"
- Broadway Bill (1934)
- Behold My Wife (1934) – Reporter at train
- One Hour Late (1934) – Whittaker
- I've Been Around (1934)
- Straight from the Heart (1935) – reporter
- Mississippi (1935)
- Wig-Wag (1935) – Jack
- Roaring Roads (1935)
- The Informer (1935)
- The Headline Woman (1935)
- People Will Talk (1935)
- Paris in Spring (1935)
- Pickled Peppers (1935)
- The Glass Key (1935)
- Lady Tubbs (1935)
- Love Me Forever (1935)
- Here Comes the Band (1935)
- Two for Tonight (1935)
- Page Miss Glory (1935)
- The Big Broadcast of 1936 (1935)
- His Night Out (1935)
- Your Uncle Dudley (1935) (uncredited)
- Skull and Crown (1935)
- Custer's Last Stand (1936)
- Anything Goes (1936)
- A Face in the Fog (1936)
- Klondike Annie (1936)
- The Country Beyond (1936)
- Thirteen Hours by Air (1936)
- One Rainy Afternoon (1936)
- Show Boat (1936)
- Undersea Kingdom (1936)
- The Rogues Tavern (1936)
- Charlie Chan at the Race Track (1936)
- Hollywood Boulevard (1936) .... Man at bar
- The Big Broadcast of 1937 (1936)
- Libeled Lady (1936)
- Secret Valley (1937)
- History Is Made at Night (1937)
- Love Is News (1937)
- Topper (1937)
- The Boss Didn't Say Good Morning (1937)
- Sky Racket (1937)
- Radio Patrol (1937)
- Amateur Crook (1937)
- Tim Tyler's Luck (1937)
- Flash Gordon's Trip to Mars (1938)
- You and Me (1938)
- The Gladiator (1938)
- Swing That Cheer (1938)
- Home on the Prairie (1939)
- Buck Rogers (1939)
- Three Smart Girls Grow Up (1939)
- Dodge City (1939)
- It's a Wonderful World (1939)
- Scouts to the Rescue (1939)
- Joe and Ethel Turp Call on the President (1939)
- Judge Hardy and Son (1939)
- Broadway Melody of 1940 (1940)
- Grandpa Goes to Town (1940)
- Comin' Round the Mountain (1940)
- The Golden Fleecing (1940)
- Strike Up the Band (1940)
- Dulcy (1940)
- The Quarterback (1940)
- Ride, Kelly, Ride (1941)
- Cheers for Miss Bishop (1941)
- Las Vegas Nights (1941)
- Adventures of Captain Marvel (1941)
- Love Crazy (1941)
- In the Navy (1941)
- Hard Guy (1941)
- Appointment for Love (1941)
- Harvard, Here I Come! (1941)
- Dick Tracy vs. Crime Inc. (1941)
- The Dawn Express (1942)
- Top Sergeant (1942) (uncredited)
- Wake Island (1942)
- The Glass Key (1942d)
- The Forest Rangers (1942)
- 'Neath Brooklyn Bridge (1942)
- Queen of Broadway (1942)
- National Barn Dance (1943)
- Idaho (1943)
- I Escaped from the Gestapo (1943)
- Cowboy in Manhattan (1943)
- Hers to Hold (1943)
- Corvette K-225 (1943)
- Hi'ya, Sailor (1943)
- Whistling in Brooklyn (1943)
- South of Dixie (1944)
- An American Romance (1944)
- My Buddy (1944)
- North of the Border (1946)
- You're My Everything (1949)
- Sky Liner (1949)
- My Friend Irma (1949)
- Just for You (1952)
- Around the World in 80 Days (1956)